# 渋谷ピカデリー
渋谷ピカデリー（しぶやピカデリー）は東京都渋谷区道玄坂にある「THE PRIME渋谷プライム館」6階で松竹が経営・運営していた映画館。

## データ
- 所在地：東京都渋谷区道玄坂2-29-5 THE PRIME渋谷プライム館6階
現在のライブハウス「Mt.RAINIER HALL SHIBUYA PLEASURE PLEASURE」の部分
- 座席数：414席（松竹セントラル時代）→333席（ピカデリー時代）

## 歴史
- 1985年11月2日：「渋谷松竹セントラル」として開業。オープニング作品は『ザッツ・ダンシング!』。当時は丸の内ピカデリー2系列の洋画を中心に上映。開業日には当時の松竹社長・永山武臣が訪れテープカットを行っている[1]。
- 1990年9月：渋谷松竹の閉館に伴い、松竹邦画系（丸の内松竹→丸の内プラゼール。現在の丸の内ピカデリー3）作品の上映を引き継いだ。
- 2001年9月15日：同月22日に公開を控えていたフランス映画『YAMAKASI』（製作ヨーロッパ・コープ、日本配給K2、日本ビクター）の先行オールナイト興行が行われ、主演の7人（チョウ・ベル・ディン、ウィリアムズ・ベルほか）が舞台挨拶で来館した[2]。
- 2003年6月28日：東急文化会館の閉館に伴い、渋谷東急2から丸の内ピカデリー1系列の作品上映を引き継ぐ。これを機に館名を「渋谷ピカデリー」と改名。
- 2007年12月19日：同年11月23日に封切られた邦画『ミッドナイト・イーグル』（監督成島出）の大ヒット御礼記念「この冬、雪山の男たちが熱い!スペシャル・トークショー」が行われ、同作出演の吉田栄作と山岳アドバイザーの小西浩文が来館した[3]。
- 2009年1月30日：『ワールド・オブ・ライズ』の上映を最後に閉館。
  - 閉館の理由については、松竹が前年（2008年）7月にオープンしたシネマコンプレックス「新宿ピカデリー」に観客を取り込むことが狙いといわれている[4]。この劇場の閉館後、渋谷方面の松竹系作品上映は渋谷シネパレスに集約された。
- 2010年3月4日：同館跡地にライブハウス『Mt.RAINIER HALL SHIBUYA PLEASURE PLEASURE』がオープンした。

## 備考
- 1986年6月から1991年6月まで、渋谷区宇田川町のライズビル2階に渋谷ピカデリーがあった。その後は飲食店を経て、シネマライズ・シアター1（303席）となっているが2016年に閉館し、ライブハウス「WWW」の2号店となる予定。
- THE PRIMEの6階には東京テアトルが運営していたミニシアター「シネセゾン渋谷」が存在していたが、ピカデリー閉館から2年後の2011年2月27日で閉館、同年7月CBGKシブゲキ!!として再オープンしている。